# Liste der israelischen Botschafter in Gambia
Die Liste der israelischen Botschafter in Gambia bietet einen Überblick über die Leiter der israelischen diplomatischen Vertretung in Gambia.
Die Aufnahme von Diplomatischen Beziehungen zwischen Israel und Gambia erfolgte 1965, wobei der erste israelischen Botschafter Hanan Aynor war. Der Botschafter residiert in Dakar, Senegal.
| Amtszeit  | Name                       | Bemerkung |
| --------- | -------------------------- | --------- |
| 1965–1967 | Hanan Aynor (1916–1993)    |           |
| 1967–1969 | Eytan Ruppin               |           |
|           |                            |           |
| 1997–2005 | Doron Grossman (1956–2005) |           |
|           |                            |           |
| 2015–2018 | Paul Hirschson             |           |
| 2018–2021 | Roi Rosenblit (* 1967)     |           |
| 2021–     | Ben Burgel                 |           |